# Pförtnerhäuschen Bethel

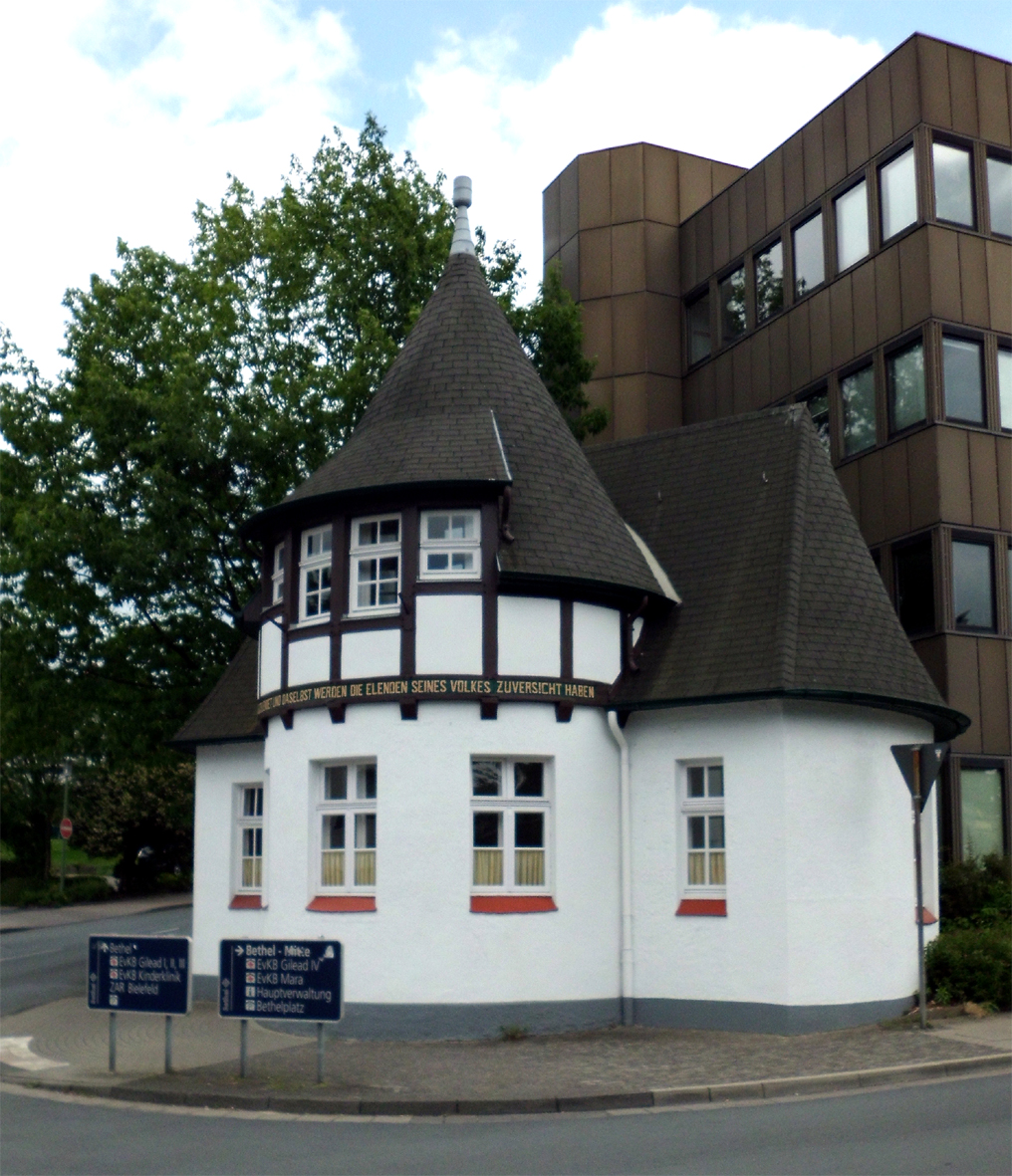
Pförtnerhäuschen Bethel, 2012

Das Pförtnerhäuschen Bethel, auch als Altes Pförtnerhäuschen bezeichnet, ist ein denkmalgeschütztes Bauwerk im Ortsteil Bethel, im Bielefelder Stadtbezirk Gadderbaum.

## Geschichte
1867 wurde die Rheinisch-westfälische Anstalt für Menschen mit epileptischen Erkrankungen, heute Stiftung Bethel, in Bielefeld gegründet. Im Laufe der Jahre dehnte sich die Anstalt immer weiter aus, so dass ein Neubau für das bisherige Pförtnerhaus am Sareptaweg beschlossen wurde. Der Standort für den Neubau, für das heute als Pförtnerhäuschen Bethel gekannte Bauwerk, fiel auf ein Grundstück an der Ecke Kantensiek/Königsweg, unweit einer Straßenbahnhaltestelle, nördlich der alten Hauptverwaltung. Es entstand nach Entwürfen vom Architekten Karl Siebold, der bereits andere Bauwerk für die Anstalt entworfen hatte. Um das Jahr 1970 wurde mit der Planung eines Neubaus der Hauptverwaltung begonnen. In diesem Gebäude sollte auch der Pförtner neue Räumlichkeiten erhalten. Aufgrund einer Bürgerinitiative wurde der Abriss des Pförtnerhäuschens verhindert und das Gebäude unter Denkmalschutz gestellt. Seit einer Renovierung werden die Räume als Büros genutzt.

## Beschreibung
Es handelt sich um ein zweigeschossiges Bauwerk mit einem runden Mittelbau mit Kegeldach.